# Дрестна
Дрестна — річка в Україні, у Семенівському районі Чернігівської області. Права притока Ревни, (басейн Дніпра).

## Опис
Довжина річки 14 км., похил річки — 1,8 м/км. Площа басейну 57,8 км².

## Розташування
Бере початок на південному сході від Янжулівки. Тече переважно на південний захід через Семенівку і впадає у річку Ревну, ліву притоку Снові. 
Річку перетинають автомобільні дороги Р65, Т 2502.